# Jean Frisano
Pour les articles homonymes, voir Frisano.
 (mars 2020).
Si vous disposez d'ouvrages ou d'articles de référence ou si vous connaissez des sites web de qualité traitant du thème abordé ici, merci de compléter l'article en donnant les références utiles à sa vérifiabilité et en les liant à la section « Notes et références ».
Jean Frisano est un peintre, dessinateur et illustrateur français, né le 6 mai 1927 à Gagny et mort le 8 août 1987 à Velleron (Vaucluse). Il est surtout connu pour son rôle de précurseur de la culture populaire des super-héros dans les années 1960-1980, grâce à son travail sur les couvertures de revues mettant en scène personnages et situations alors peu connus du public français, et mis en valeur pour Strange et autres revues des éditions Lug, spécialisées notamment dans l'adaptation française des univers Marvel et DC Comics.
Il était le frère du dessinateur Pierre Frisano (1934-2013).

## Biographie
Jean Frisano collabore dès 1948 à une bande dessinée de Sagédition, qui diffuse de nombreuses séries américaines comme Le Fantôme ou Mandrake. Dès 1949, on le retrouve sur la plupart des couvertures des récits complet de la Sage. Son travail d'illustrateur est considérable, il est présent sur des dizaines de titres différents comme Sciuscia, Garth, Le Fantôme, Le roi de la prairie, Jim la jungle, Agent secret X-9, Amok, Raoul et Gaston, King roi de la police montée, Mandrake. Il est également dessinateur sur des séries comme Togar ou Tinto et chargé d'illustrer des feuilletons comme Le fils de Buffalo Bill et divers autres titres.
Après un passage par le monde du spectacle et du cinéma, puis par divers éditeurs comme la SPE, Ray-Flo et la SFPI, il débute en 1968 une relation de travail fructueuse avec Marcel Navarro, directeur des éditions Lug, qui durera jusqu'à sa mort. On lui confie alors l'exécution des couvertures petits formats de revues western (Spécial Rodéo et Spécial Kiwi) ou de guerre (Baroud), puis celles de nombreux titres de la maison d'édition : Rodéo, Kiwi, Tex Willer, Mustang, Nevada, Ombrax, Yuma.
Dès août 1969, Jean Frisano réalise sa première couverture de super-héros pour le numéro 7 de Fantask. En parallèle il travaille aussi pour les éditions Impéria, livrant quelques couvertures principalement pour Attack et Tex-Tone.
À la suite de l'arrêt du titre Fantask pour des raisons de censure, Jean Frisano prend le relais des couvertures américaines à l'encre de chine sur le petit format Marvel no 8 du 10 septembre 1970, puis pour Strange, et devient le premier artiste à imposer un traitement graphique réaliste à la gouache des super-héros, leur conférant ainsi une dimension encore plus spectaculaire et mythique.
En effet, Marvel, l'éditeur américain de Spider-Man et des Quatre Fantastiques, ne proposera à ses lecteurs des versions peintes de ses personnages que bien après les éditions Lug, lors de la création de magazines inspirés par les titres de Warren Publishing comme Creepy et Eerie.
À la suite du succès de Strange, Jean Frisano se voit confier la réalisation de posters pour ce petit format et des couvertures de la gamme toujours plus étendue des titres de super-héros : Spécial Strange, Titans, Nova, les albums Les Quatre Fantastiques, l'Araignée, Les X-Men et aussi d'autres séries non super-héros ou albums de Marvel (Conan, Ka-Zar) et d'adaptations de films Star Wars (Star Wars, épisode VI : Le Retour du Jedi), La Planète des singes qui reprenait la série, Doc Savage, Dark Crystal. Jean Frisano peint aussi la couverture d'un album unique, Iron Jaw, et d'autres couvertures pour Futura, Kabur, Waki.
Il meurt le 8 août 1987 à Velleron (Vaucluse), où il résidait. Il laisse derrière lui une production considérable forte d'un millier de couvertures consacrées aux récits de guerre et d'aventures et surtout au western. Il produit presque autant de couvertures pour d'autres genres consacrés aux super-héros et différents univers de science fiction ou de fantasy. De la fin des années 1940 à la fin des années 1980, il aura ainsi illustré la plupart des grands héros de la bande dessinée américaine[réf. nécessaire].

### Exposition
- « Jean Frisano, de Tarzan à Marvel, l'Amérique fantasmée », Festival d'Angoulême 2020, Vaisseau Moebius, du 30 janvier au 2 février 2020. Commissaire : Philippe Fadde. Scénographie : Harold Peiffer. Production : 9eArt+/FIBD.